# 堯卡區
堯卡區（西班牙語：Distrito de Yauca），是秘魯的一個區，位於該國南部阿雷基帕大區的卡拉韋利省，始建於1857年1月2日，面積556.3平方公里，海拔高度22米，2005年人口1,805，人口密度每平方公里3.2人。
15°39′41″S 74°31′33″W / 15.66139°S 74.52583°W